# Овчикалача
Овчикалача, (Овчикалъача) (до 1991 г. Аучи-Калача) или Овчикалачаский джамоат (тадж. Ҷамоати деҳоти Овчиқалъача) — сельская община (джамоат) в Бободжон-Гафуровском районе Согдийской области Таджикистана. Находится по двум берегам реки Ходжибакирган (Козы-Багла). С юго-востока граничит с Лейлекским районом Баткенской области Кыргызстана. Сельская община Овчикалача включает в себе 8 сел: Овчи, Калача, Шайхон, Пахтаобод, Богпарвар, Себзор, Дехнав и Навруз. На берегу реки, которая проходит посередине села, имеется мавзолей проповедника ислама Ходжабакиргония, который являлся учеником известного проповедника в мире ислама Ходжа Ахмед Ясави. Население 21 585 чел. (2015 год; 6 место, 6,21%), в основном таджики и узбеки, а также имеются киргизы. Население в основном занимается сельским хозяйством, торговлей и животноводством. Имеется 7 общеобразовательных школ, 2 детских сада, 1 больница, 2 поликлиники. Основная сельскохозяйственная культура — хлопок. Также выращивают все виды овощных, бахчевых и фруктовых культур. Система управления считается централизованным. Председатель джамоата назначается исполнительным органом государственной власти.

## Климат
Тёплая погода: климат умеренно континентальный, жаркое лето и умеренно холодная зима. Температура воздуха в среднем +32 °С в июле и -2 °С в январе. Среднегодовое количество осадков составляет 200-500 мм.